# CBAF-FM
CBAF-FM est une station de radio canadienne francophone située à Moncton, dans la province du Nouveau-Brunswick. Elle est détenue et opérée par la Société Radio-Canada et affiliée à son réseau généraliste ICI Radio-Canada Première. Ses programmes sont diffusés à travers toute la province.

## Histoire
En 1953 s'amorce la construction d'une nouvelle station pour la radio de Radio-Canada à Moncton pour desservir les provinces maritimes.
La dite-station entre en ondes le 20 février 1954 à la fréquence 1 300 kHz.
En 1968, un centre de production de radio et de télévision de langue française est inauguré dans l'édifice de la société de l'Assomption. Le-dit centre de production déménagera sur la rue Achibald (devenue l'avenue Université) en 1970 et déménagera une nouvelle fois en 2015,.
Le 10 avril 1980, le CRTC autorise la mise en ondes d'un réémetteur FM "imbriqué" dans la région de Moncton à la fréquence 88,5 MHz afin de régler les problèmes de réception de la fréquence AM. Cet émetteur est mis en fonction en 1982 et remplace l'émetteur AM d'origine de façon définitive à compter de 1988.
À compter de 1986, CBAF produit une émission matinale distincte pour ses réémetteurs situés en Nouvelle-Écosse et à Terre-Neuve et une autre émission matinale distincte pour ses réémetteurs situés à l'Île-du-Prince-Édouard.
En 1987, CBAF-FM-5 (le réémetteur d'Halifax, Nouvelle-Écosse) devient une station à part entière et les réémetteurs situés en Nouvelle-Écosse et à Terre-Neuve rejoignent la nouvelle station.
En 1994, CBAF-FM-15 (le réémetteur de Charlottetown, Île-du-Prince-Édouard) devient une station à part entière et les réémetteurs situés à l'Île-du-Prince-Édouard rejoignent la nouvelle station.

## Programmation régionale
- La matinale - Lundi au vendredi de 6 h à 9 h

### Programmation inter-régionale
- La matinale - Édition Acadie - Lundi au vendredi de 9 h à 10 h - Émission produite par CBAF-FM Moncton et diffusée sur CBAF-FM, CBAF-FM-5 et CBAF-FM-15.
- ICI le midi - Lundi au vendredi de 12 h à 12 h 30 (sauf certains jours fériés et sauf lors de la période des fêtes de fin d'année et lors de la période estivale) - Émission produite par CBAF-FM Moncton et diffusée sur CBAF-FM, CBAF-FM-5 et CBAF-FM-15.
- L'heure de pointe Acadie - Lundi au vendredi de 16 h à 18 h - Émission produite par CBAF-FM Moncton et diffusée sur CBAF-FM, CBAF-FM-5 et CBAF-FM-15.
- Michel le samedi - Samedi de 7 h à 11 h - Émission produite par CBAF-FM Moncton et diffusée sur CBAF-FM, CBAF-FM-5 et CBAF-FM-15.
- Ça se passe ici - Samedi de 11 h à 12 h - Émission produite par CBAF-FM-5 Halifax et diffusée sur CBAF-FM, CBAF-FM-5 et CBAF-FM-15.
- La matinale - Édition Acadie - Lundi au vendredi de 6 h à 9 h (parfois lors des jours fériés, de la période des fêtes de fin d'année et en période estivale) - Émission produite par CBAF-FM Moncton et diffusée sur CBAF-FM, CBAF-FM-5 et CBAF-FM-15.

## Émetteurs
| Villes                   | Identifiant | Fréquence | Puissance     | Classe | Coordonnées géographiques,   | Décision CRTC |
| ------------------------ | ----------- | --------- | ------------- | ------ | ---------------------------- | ------------- |
| Moncton (Station source) | CBAF-FM     | 88.5 FM   | 50 000 watts  | C1     | 46° 08′ 38″ N, 64° 54′ 08″ O | 2005-532      |
| Saint-Jean               | CBAF-FM-1   | 102.3 FM  | 84 000 watts  | C      | 45° 28′ 39″ N, 66° 13′ 59″ O | 2001-448-1    |
| Allardville              | CBAF-FM-2   | 105.7 FM  | 100 000 watts | C1     | 47° 22′ 39″ N, 65° 26′ 20″ O |               |
| Campbellton              | CBAF-FM-3   | 91.5 FM   | 6 700 watts   | B      | 48° 04′ 58″ N, 66° 34′ 50″ O |               |
| Edmundston               | CBAF-FM-4   | 100.3 FM  | 20 935 watts  | B      | 47° 23′ 21″ N, 68° 18′ 58″ O | 2000-381      |
| Grande-Anse              | CBAF-FM-18  | 90.3 FM   | 100 000 watts | C      | 47° 49′ 01″ N, 65° 08′ 50″ O | 2015-180      |
| Bon Accord               | CBAF-FM-21  | 91.7 FM   | 60 200 watts  | C      | 46° 38′ 58″ N, 67° 35′ 33″ O | 2007-361      |
| Saint-Quentin            | CBAF-FM-22  | 91.1 FM   | 50 watts      | LP     | 47° 30′ 44″ N, 67° 23′ 43″ O | 2014-9        |
| Kedgwick                 | CBAF-FM-23  | 98.1 FM   | 50 watts      | LP     | 47° 38′ 55″ N, 67° 21′ 06″ O | 2014-9        |

D'autres stations radiophoniques utilisent le sigle CBAF-FM, accompagné d'un suffixe, bien qu'elles ne soient pas des réémetteurs de CBAF-FM. Cela inclut CBAF-FM-5 à Halifax en Nouvelle-Écosse, et CBAF-FM-15 à Charlottetown, dans l'Île-du-Prince-Édouard qui étaient à la base des réémetteurs de CBAF, qui disposent de leurs propres réémetteurs.